# Boîte à meuh
Pour les articles homonymes, voir Boîte.

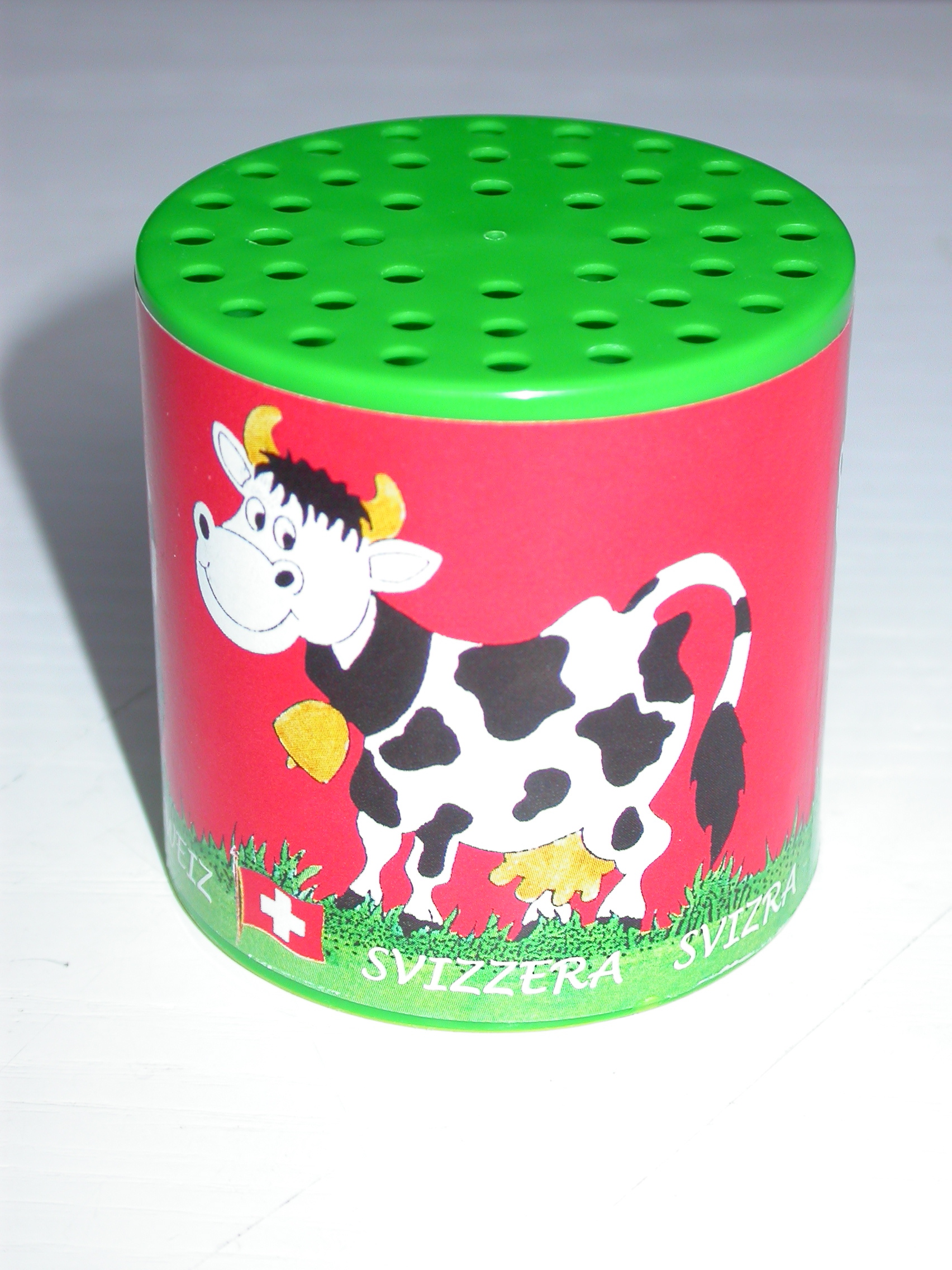
Une boîte à meuh

La boîte à meuh, aussi nommée boîte à vache, est une boîte qui, lorsqu'elle est retournée (en dirigeant vers le bas les trous présents sur sa face supérieure) puis remise dans le bon sens, produit le son « meuh », onomatopée imitant le meuglement de la vache. Elle sert principalement de jouet ou de souvenir. Cylindrique, elle est généralement décorée d'une image de vache.
Il existe aussi des boîtes reproduisant d'autres cris d'animaux, tels que le miaulement d'un chat, le piaillement d’un oiseau ou le bêlement d'un mouton.

## Fonctionnement
La boîte à meuh se compose d’un bloc et d’un soufflet. Le soufflet hermétiquement attaché au fond de la boîte et au bloc sert à emmagasiner de l’air. Le bloc, assez lourd et troué, sert à actionner le soufflet et à produire le son.

Lorsque la boîte est retournée, le bloc s’éloigne du fond, détendant le soufflet qui se remplit d’air. Puis la boîte est retournée dans l’autre sens, l’air qui s’extrait du soufflet passe alors par une lame vibrante (ce qui en fait un instrument à anche libre) qui produit le son (comme une vache), et un conduit de longueur variable qui produit une tonalité plus ou moins aiguë, tous deux dans le bloc.

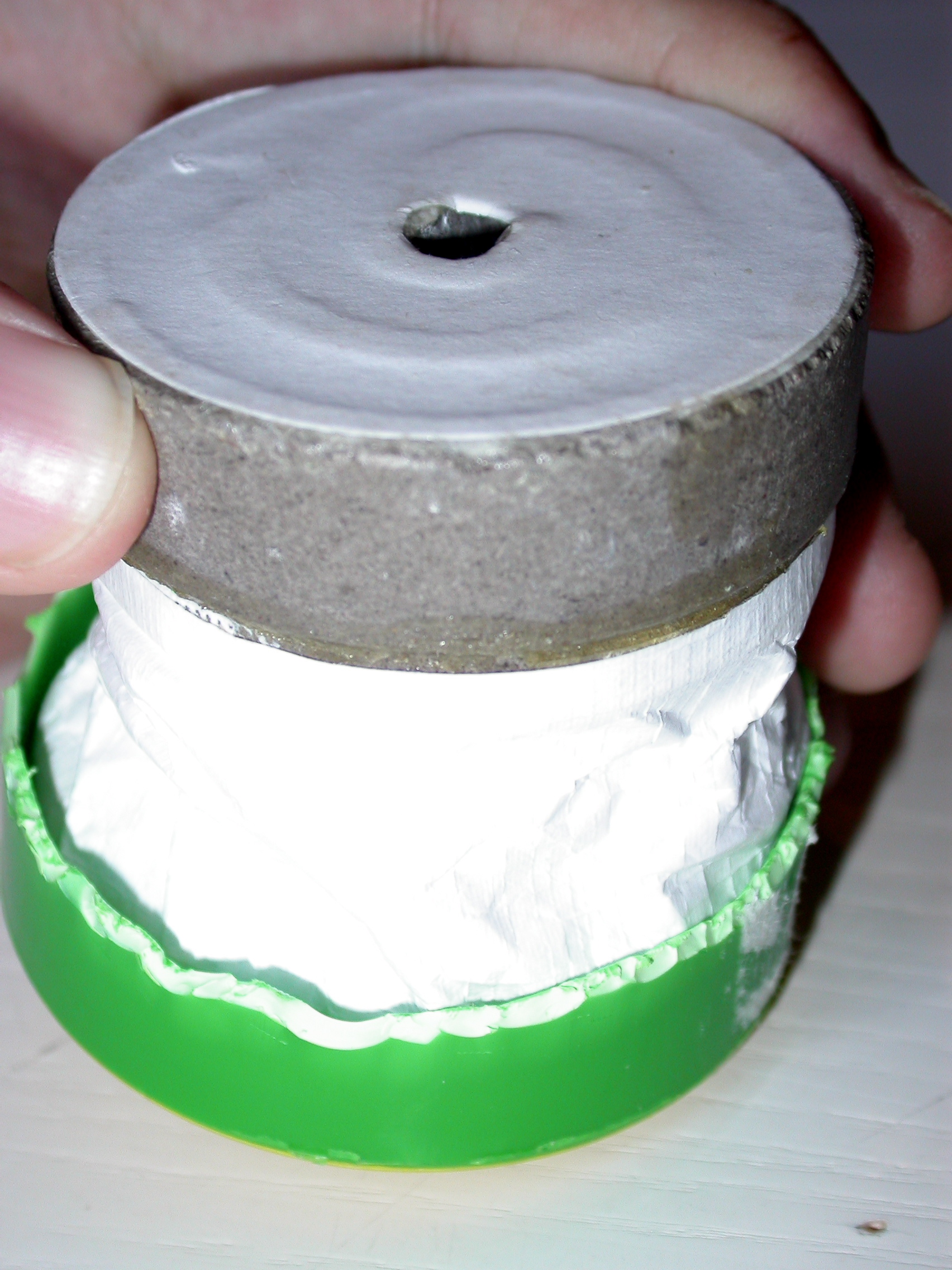
Le bloc et le soufflet
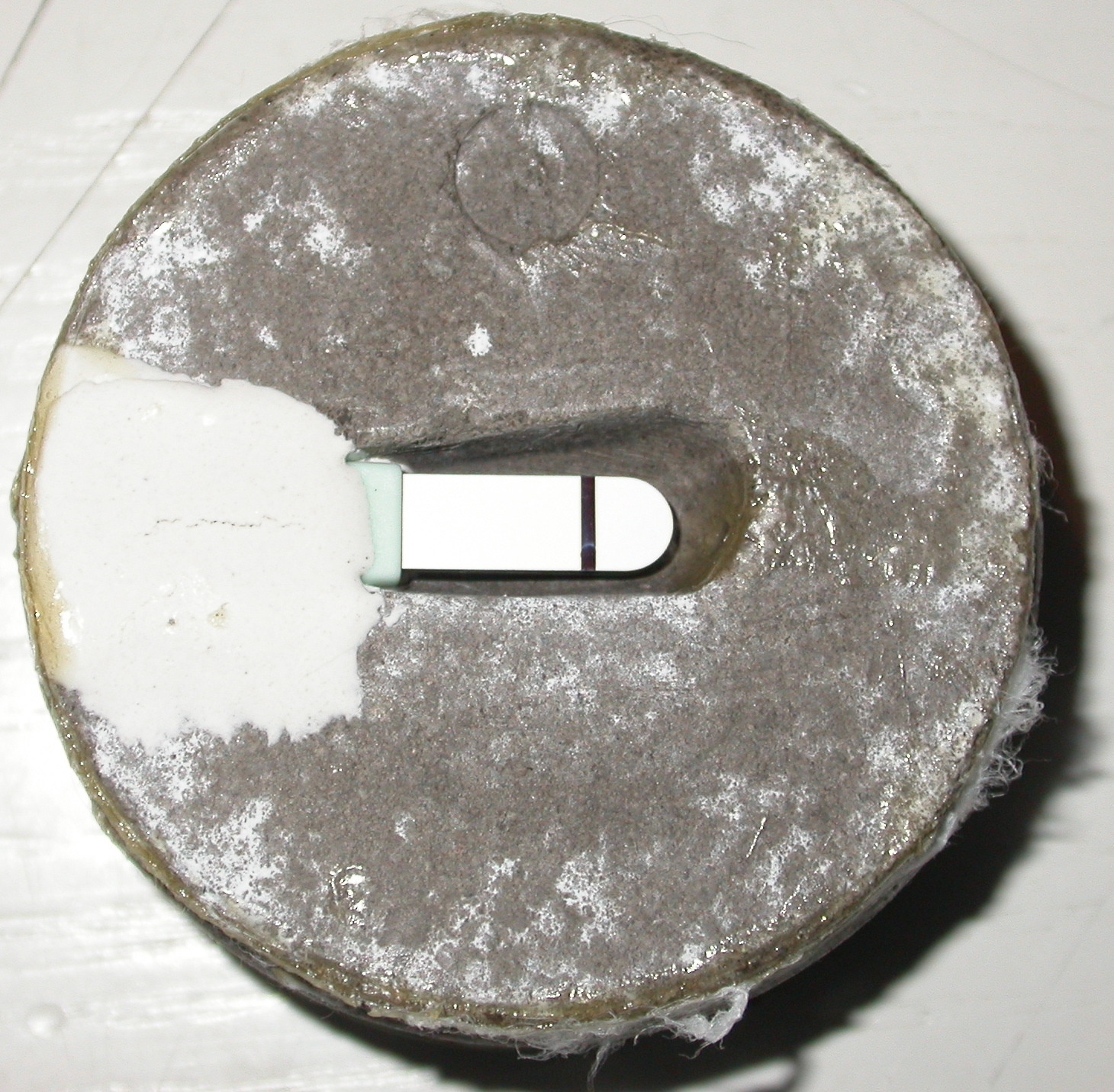
La lame vibrante, à l’entrée du bloc
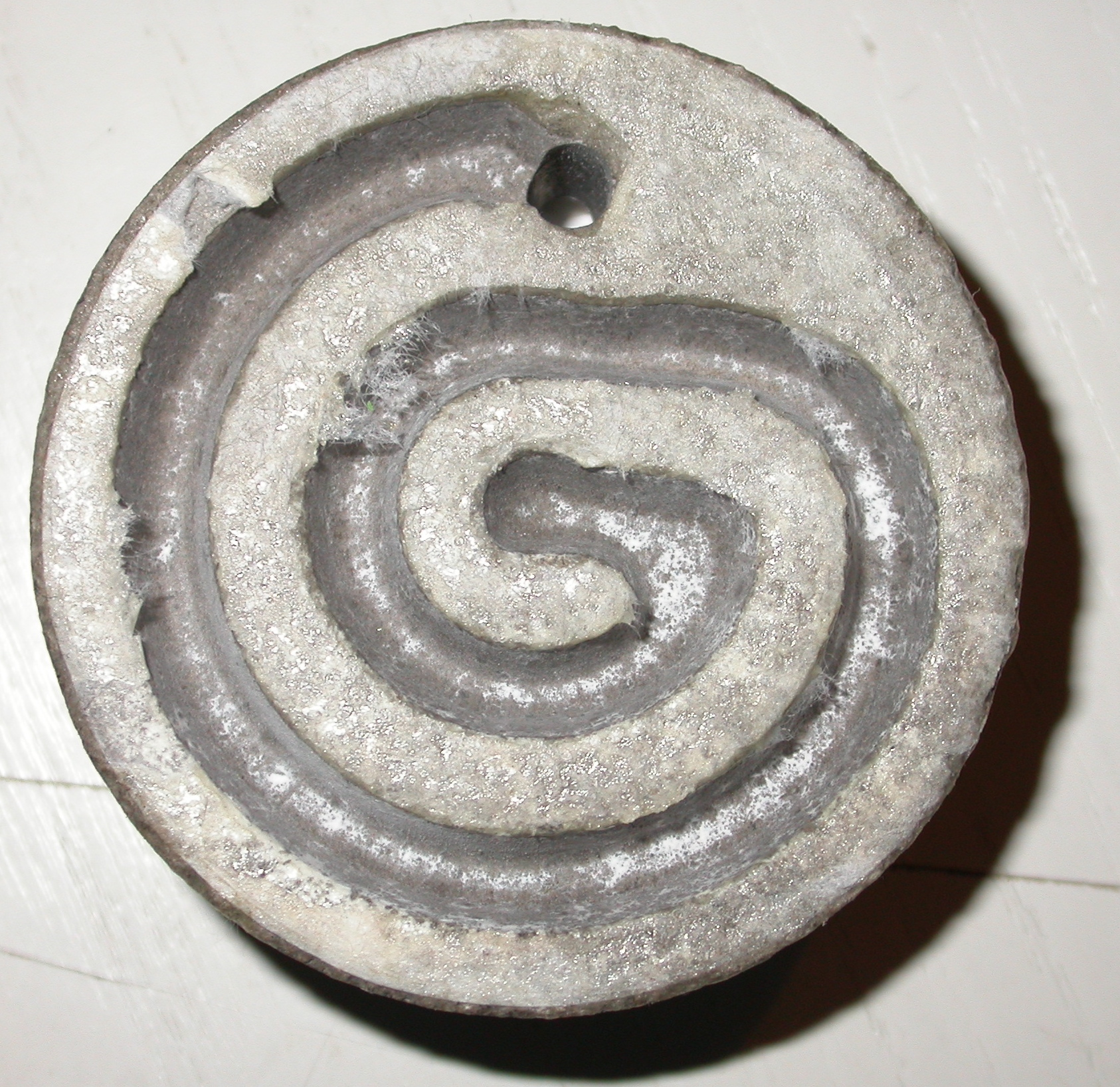
Le conduit, sous forme de colimaçon

## Utilisations

### Test de Moatti
L’utilisation la plus courante de la boîte à meuh, mis à part l’amusement, est le test de Moatti, conçu par le docteur Lucien Moatti. Il utilise les quatre boîtes (vache, oiseau, chat, mouton), calibrées pour atteindre soixante décibels à deux mètres, et sert au dépistage auditif pour les enfants de six à vingt-quatre mois.
En renversant la boîte, hors de la vue de l’enfant, on peut savoir s’il entend le son lorsqu’il tourne la tête dans la direction du son. Ainsi, chaque boîte teste une hauteur (ou plage de fréquence) différente :
- la vache teste les graves ;
- le mouton teste les moyennement graves ;
- le chat teste les moyennement aiguës ;
- l'oiseau teste les aiguës.

### Cinéma
- Dans Delicatessen, Rufus est accordeur (au diapason) de boîte à meuh.
- Elle est utilisée en tant qu’élément comique dans Les Couloirs du temps : Les Visiteurs 2 : Jacques-Henri Jacquart se retrouve au Moyen-Âge avec les vêtements grotesques de Jacquouille la Fripouille, dans sa poche se trouve une boîte à meuh qui est prise pour un objet du diable par Frère Ponce, un moine inquisiteur.
- Dans le film Tais-toi !, Quentin, simple d'esprit incarné par Gérard Depardieu, s'amuse en ville avec une boîte à meuh volée dans un magasin de cotillons, induisant en erreur un interlocuteur téléphonique le croyant à la campagne.
- Dans Constantine, l’un des amis du héros John Constantine les collectionne.
- À la suite du succès du film Bienvenue chez les Ch'tis, une boite à « hein !? » (« plaît-il ? » en ch'ti) a également été inventée comme produit dérivé[2].

### Publicité
La première publicité commerciale (« La vache dans le placard ») sur la télévision française du temps de l’ORTF, diffusée le 1er octobre 1968 à 19 h 56, faisait référence à une boîte à meuh symbolisée par un bol de lait Régilait qui meuglait lorsqu’on le soulevait.

### Télévision
- Jackie Berroyer, lors de ses interventions dans le cadre de l’émission Nulle part ailleurs, réalisait beaucoup de ses blagues avec une boîte à meuh.
- Les Guignols de l’info ont, à leurs débuts, créé une boîte à coucou, inspirée de la boîte à meuh, que la marionnette de Johnny Hallyday semblait apprécier. Plus tard, ils ont également créé une boîte à cons qui reprenait la forme de l’immeuble TF1 et dont le « meuh » était remplacé par le rire des animateurs vedettes de la chaîne.
- La chaîne de télévision Paris Première a mis au point et vendu sur son site web une boîte à « ouais », un équivalent électronique de la boîte à meuh qui délivre un enregistrement du tic verbal de son animateur Thierry Ardisson[4].
- Dans un détournement de Mozinor (007 Tu peux pas test), l'agent James Bond reçoit de Q comme gadget « la boîte à Lambert », une petite machine qui reproduit le rire de Christophe Lambert.
- Dans la série Scènes de ménages, on peut voir et entendre dans une saynète une boîte à meuh qui reproduit le rire de José, désormais « culte ».
- Dans la série d'animation Les Lapins Crétins : Invasion, une boîte à meuh est également mise en scène.